# 英雄人物
《英雄人物》是一部香港电影，2001年上映。这部电影由羅舜泉担任导演，本片參考自落水狗，此片為柯受良的遺作之一。

## 剧情
哥頓有多個手下，分別是他的侄兒、前電影導演張祖、臥底陳智龍、還有兩名沒有具名的手下，哥頓為了不被警察發現，把眾人花名為地方名字，之后，他們開始行動了。
但是，事情那有那麽順利，警察不知道怎樣知道哥頓的行動，領隊李警官帶隊行動，要把哥頓及他的手下拘捕，哥頓及他的手下只好逃跑了。
到了集合地點后，哥頓的侄兒把追他們的女警綁架了，哥頓先把女警槍殺，之后他得知陳智龍為臥底，因為他把哥頓的侄兒槍殺，於是他正要把陳智龍殺死時，卻被張祖阻止...

## 演員表
| 演員   | 角色   | 粵語配音 | 備註 |
| 李修賢 | 李警官 | 張炳強   | 警官 陳智龍之上司 最后帶隊來到案發現場時，只看到陳智龍已沒有知覺地躺在地上                                                |
| 柯受良 | 哥頓   | 葉振聲   | 劫匪外號：反町 江湖老大 李警官之天敵 馬鞍山之乾爹兼老大 陳智龍、張祖、杏花村、天水圍的老大 最后被陳智龍槍殺               |
| 唐文龍 | 陳智龍 | 羅偉傑   | 劫匪外號：香港仔 小混混，實為臥底 哥頓之手下 李警官之下屬 最后槍殺杏花村、天水圍，但最后失血過多而死                      |
| 駱應鈞 | 張祖   | 楊捷康   | 劫匪外號：屯門 前電影導演，現為哥頓手下 陳智龍之情同手足，后反目 哥頓之手下 最后被哥頓槍傷，后自殺身亡                    |
| 雷宇揚 | 劫匪   | 羅偉亮   | 劫匪外號：馬鞍山 哥頓之侄兒兼手下，在十年前為其頂罪而入獄十年 最后被陳智龍槍殺 其角色只有劫匪外號，並沒真正名字           |
| 林雪   | 劫匪   | 黃志明   | 劫匪外號：杏花村 哥頓之手下 最后被陳智龍槍殺 其角色只有劫匪外號，並沒真正名字                                             |
| 夏占士 | 阿武   | 張炳強   | 劫匪外號：天水圍 前電影導演助理 張祖的前下屬兼好友 哥頓之手下 後被警方槍殺                                                |
| 朱偉達 | 東東   | 葉振聲   | 劫匪外號：筲箕灣 哥頓之手下 性格好色 後被警方槍殺                                                                         |
| 麥美寶 | 女劫匪 | 黃鳳英   | 劫匪外號：掃把頭 哥頓之手下 後在被警察追捕時不慎跌倒，但因杏花村不想被自己拖累而被其槍殺 其角色只有劫匪外號，並沒真正名字 |
| 吳志雄 | 雄哥   | 張炳強   | 黑幫大哥 陳志龍之老大，在多年前被身為臥底的他通風報信而被警方槍殺                                                         |
| 羅冠蘭 | 張太   | 黃鳳英   | 張祖之妻 |
| 陳琪   | 女警   | 陸惠玲   | 便衣警員 在追捕劫匪馬鞍山時反遭其綁架 最終被哥頓槍殺身亡，死前得知陳智龍的臥底身份                                        |